# 투르 드 코르스
투르 드 코르스(Tour de Corse)는 1956년부터 코르시카에서 개최하는 랠리 자동차 경주 대회이다. 월드 랠리 챔피언십의 프랑스 경기로 1973년부터 2008년까지 열렸으며, 2011년부터 2012년까지 인터컨티넨탈 랠리 챌린지에 포함되었다가 2015년에 다시 WRC로 복귀하여 2019년까지 포함되었다. 초창기에는 코르시카 섬을 도는 경기였기 때문에 투르 드 코르스라 불렸으나, 현재는 아작시오 일원에서만 펼쳐지고 있다.

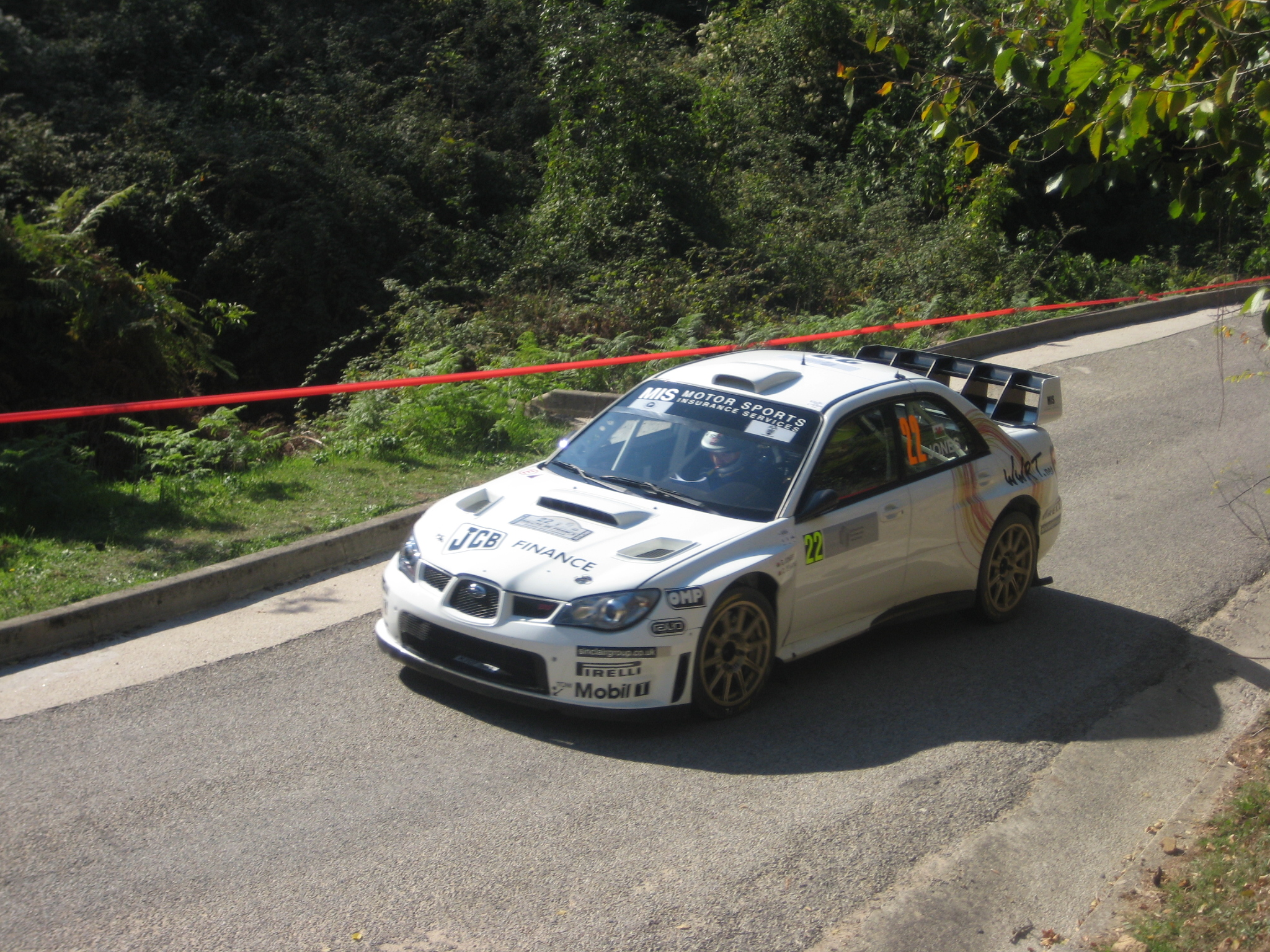
가레스 존스가 2008년 투르 드 코르세에서 스바루 임프레자 WRC를 몰고 있다.

투르 드 코르스에서는 1985년부터 1987년까지 3년 간 매년 사망 사고가 발생하였는데, 그룹 B의 폐지를 불러온 헨리 토이보넨과 그의 코드라이버 세르지오 크레스토가 란치아 델타 S4를 몰다가 당한 사고 또한 그 중 하나이다.
투르 드 코르스의 첫 우승은 벨기에의 여성 드라이버인 질베르트 티리옹(Gilberte Thirion)이 르노 도핀(Renault Dauphine)에 탑승하여 달성했다. 최다승 기록은 6회를 달성한 베르나르 다니시(1970, 1975, 1977, 1978, 1979, 1981)와 디디에 오리올(1988, 1989, 1990, 1992, 1994, 1995)이다. 투르 드 코르세에서 2회 이상 우승한 비 프랑스인 드라이버는 산드로 무나리, 마르쿠 알렌, 콜린 맥레이와 티에리 누빌의 네 명이다.